# Podomyrma obscura
Podomyrma obscura é uma espécie de formiga do gênero Podomyrma, pertencente à subfamília Myrmicinae.